# Rat für Wirtschaft und Finanzen
Der Rat für Wirtschaft und Finanzen (englisch Economic and Financial Affairs Council,  Abk. ECOFIN; deutsch offiziell Rat Wirtschaft und Finanzen; umgangssprachlich auch als Ecofin-Rat oder EU-Finanzministerrat bezeichnet) ist eine Formation des Rats der Europäischen Union in der Zusammensetzung der Wirtschafts- bzw. Finanzminister der EU-Mitgliedstaaten.
Der Rat tagt einmal im Monat. Einen Tag vor seiner Zusammenkunft tagt die Euro-Gruppe, der nur die Minister derjenigen Mitgliedstaaten angehören, die den Euro als Währung eingeführt haben.

## Inhaltliche Ausrichtung
Der Rat befasst sich mit allen wirtschafts- und finanzpolitischen Fragen der EU-Politik, also im Wesentlichen mit der Europäischen Wirtschafts- und Währungsunion. Im Einzelnen gehören dazu:
- die EU-weite Koordinierung und Überwachung der Wirtschaftspolitik
- die Überwachung der Haushaltspolitik sowie der öffentlichen Finanzen der EU-Mitgliedstaaten
- die Wirtschaftsbeziehungen zu Drittländern
- der Euro
- die internationalen Finanzmärkte und der internationale Kapitalverkehr